# クリス・マヴィンガ
クリス・マヴィンガ（Chris Mavinga、1991年5月26日 - ）は、フランス出身のコンゴ民主共和国代表サッカー選手。ロサンゼルス・ギャラクシー所属。ポジションはDF。

## 経歴

### クラブ
パリ・サンジェルマンFCのアカデミーを経て、2009年7月にリヴァプールFCと契約を結んだ。
2010年12月21日、ベルギーのKRCヘンクにレンタル移籍
2011年7月19日、フランスに帰国しスタッド・レンヌと4年契約を結んだ。移籍金は100万ポンド。
2013年8月7日、移籍金500万ユーロでFCルビン・カザンに移籍。4年契約を結んだ。
2017年1月30日、メジャーリーグサッカーのトロントFCに移籍。
2023年1月5日、ロサンゼルス・ギャラクシーに移籍した。

### 代表
フランスの年代別代表歴があるが、フル代表はコンゴ民主共和国代表でのプレーを選んだ。2015年3月、3月26日にドバイで開催されるイラクとの親善試合でコンゴ民主共和国代表初召集を受けた。

## 人物
父親はコンゴ民主共和国出身で母親はアンゴラ出身。

## タイトル

### クラブ
KRCヘンク
- ベルギー・ファースト・ディビジョンA: 2010–11

トロントFC
- MLSカップ: 2017[5]
- サポーターズ・シールド: 2017
- カナディアン・チャンピオンシップ: 2017, 2018
- トリリウム・カップ: 2017, 2019

### 代表
U-19フランス代表
- UEFA U-19欧州選手権: 2010